# Engel Austria

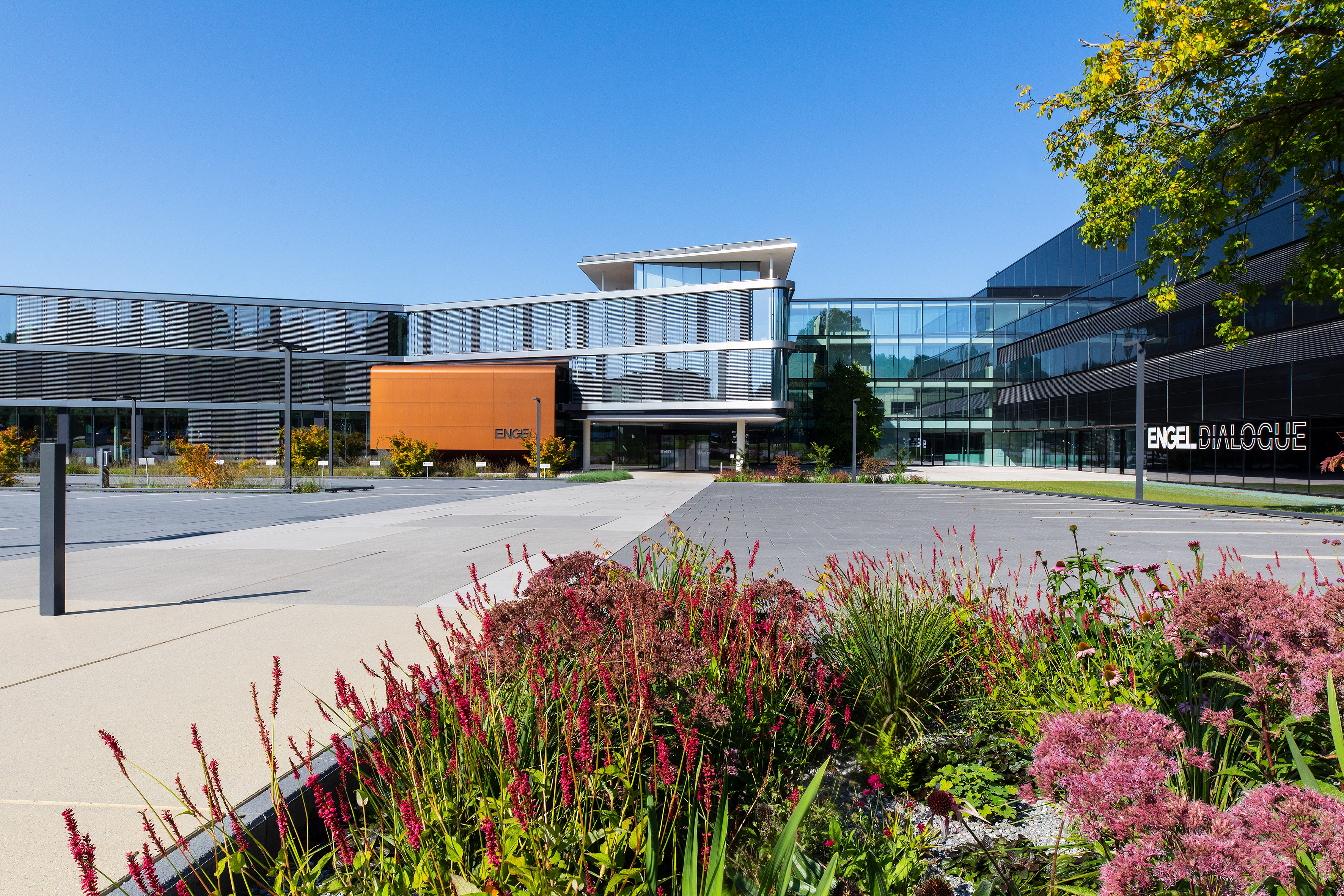
Unternehmenszentrale in Schwertberg (2021)

Die Engel Austria GmbH (Eigenschreibweise ENGEL AUSTRIA) ist ein weltweit tätiger Hersteller von Spritzgießmaschinen und dazugehörigen Automatisierungsanlagen mit Stammsitz in Schwertberg, OÖ, Österreich.

## Unternehmen
Engel beschäftigt weltweit rund 7.000 Mitarbeiter. Die Maschinen, die in den österreichischen Werken produziert werden, werden fast ausschließlich exportiert; die Exportquote betrug im Geschäftsjahr 2023/24 etwa 95 Prozent. Hauptabnehmer sind große Automobilhersteller und -zulieferer in Deutschland. Engel bietet Spritzgießmaschinen sowie integrierte und automatisierte Produktionszellen für die Thermoplast-, Duroplast und Elastomerverarbeitung an.
Seit seiner Gründung 1945 ist Engel Austria vollständig in Familienbesitz.

## Geschichte
Engel wurde 1945 von dem Donauschwaben Ludwig Engel im oberösterreichischen Schwertberg als Schlosserei gegründet. Ab 1948 wurden Stanzmaschinen zur Verarbeitung von Leder und anderen Werkstoffen hergestellt. 1951 wurde die erste Spritzgießmaschine mit Handhebel-Schließeinheit und Einspritzung mittels wasserhydraulischem Antriebs gebaut.
Nach dem Tod des Gründers übernahmen seine Tochter Irene und ihr Ehemann Georg Schwarz die Unternehmensführung und setzten die begonnene Internationalisierung des Unternehmens fort. Bis 1970 stieg die Zahl der Auslandsvertretungen auf vierzig Standorte.
Mitte der 80er-Jahre wurde der Standort Schwertberg erneut erweitert. Ende der 1980er Jahre eröffnete das Großmaschinenwerk in St. Valentin, wo nun auch Maschinen mit einer Schließkraft von mehr als 3.000 Tonnen produziert werden konnten. 1997 übernahm Peter Neumann, Schwiegersohn von Irene und Georg Schwarz, die Leitung der operativen Geschäfte. Engel erwirtschaftete zu diesem Zeitpunkt einen Umsatz von umgerechnet 470 Millionen Euro und beschäftigte knapp 2900 Mitarbeiter. Peter Neumann trieb vor allem die Expansion nach Asien voran, unter seiner Leitung wurden neue Produktionswerke in China und Südkorea sowie die Zweitmarke Wintec gegründet. Im Jahr 2000 eröffnete das Zulieferwerk im tschechischen Ort Kaplice, wo Komponenten für die Maschinenproduktion der österreichischen Standorte gefertigt werden. Mit 1. Jänner 2024 wurde das Tochterunternehmen Technische Informationssysteme (Hersteller von MES-Software) vollständig integriert.

## Standorte
Engel ist mit zehn Produktionswerken in Europa, Nordamerika und Asien sowie Niederlassungen und Vertretungen in über 85 Ländern weltweit vertreten. Insgesamt hat Engel zirka 40 Niederlassungen weltweit, welche als Produktionswerk (zehn Standorte), bzw. als Vertriebs- und Servicezentrum fungieren.

### Produktionswerke

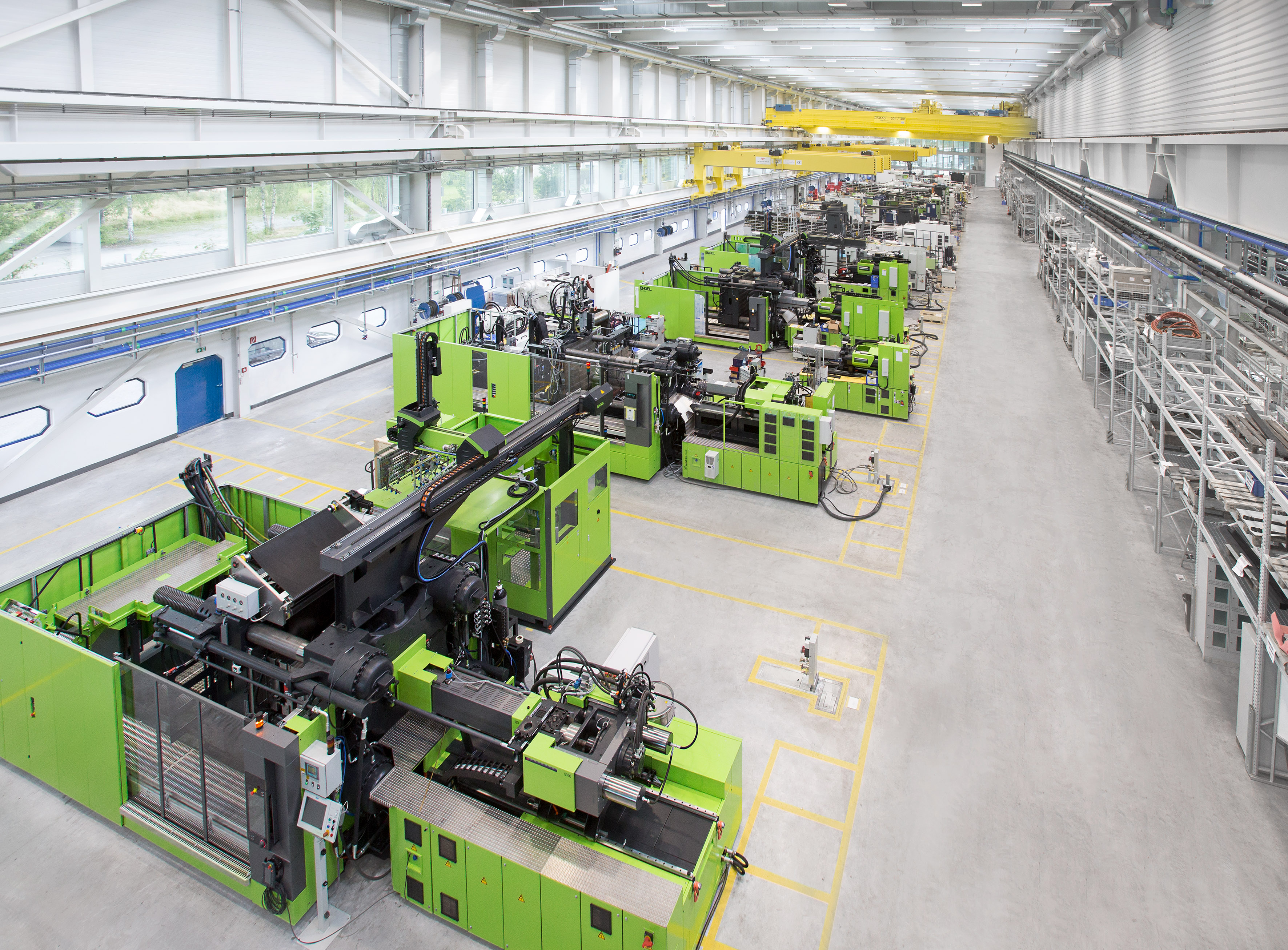
Werkshalle mit Engel-Spritzgießmaschinen (2020)

- Engel Austria GmbH, Schwertberg, Österreich, Stammwerk, Zentrale Verwaltung, Zentrale der Technik und Entwicklung, Produktion von Spritzgießmaschinen
- Engel Austria GmbH, St. Valentin, Österreich, Produktion von Großmaschinen
- Engel Austria GmbH, Dietach, Österreich, Produktion von Automatisierungsanlagen für die Kunststofftechnik, Komponentenfertigung
- Engel Strojirenska s.r.o., Kaplice, Tschechien
- Engel Machinery Inc., York, USA, Produktion von Großmaschinen
- Engel Machinery Korea Ltd., Pyeongtaek, Südkorea, Produktion von Spritzgießmaschinen
- Engel Automatisierungstechnik Deutschland GmbH, Hagen, Deutschland
- Engel Machinery Shanghai Co.Ltd., Shanghai, China, Produktion von Großmaschinen
- Engel Machinery (Changzhou) Co. Ltd., Changzhou, China, Produktion von Klein- und Mittelmaschinen der Marke Engel sowie Produktion für die Zweitmarke Wintec[12]
- Engel Machinery México, S.A. DE C.V., Mexiko, Produktio von vollelektrischen Kleinmaschinen und hydraulischen Zweiplatten-Großmaschinen[13]

### Tochterunternehmen
- Engel Used Machinery s.r.o., Prag, Tschechien (Handel mit gebrauchten Maschinen)[14]
- TMA Automation, Gdynia, Polen (Hersteller im Bereich Robotik, Automatik und Mechanik)

## Trivia
Im Jahr 2021 brachte Lego das limitierte Set für das Modell einer Kunststoffspritzgussmaschine heraus. Als Vorlage diente eine Spritzgussmaschine des Typs Engel Victory.
Engel wurde 2023 im Nachhaltigkeitsrating von EcoVadis mit dem Platin-Status eingestuft.
Im Jahr 2024 erhielt Engel den Staatspreis Innovation für das Projekt „Zwei-Stufen-Prozess für energieeffizientes Kunststoffrecycling“.